# Sternenberg ZH
| ZH ist das Kürzel für den Kanton Zürich in der Schweiz. Es wird verwendet, um Verwechslungen mit anderen Einträgen des Namens Sternenberg zu vermeiden. |

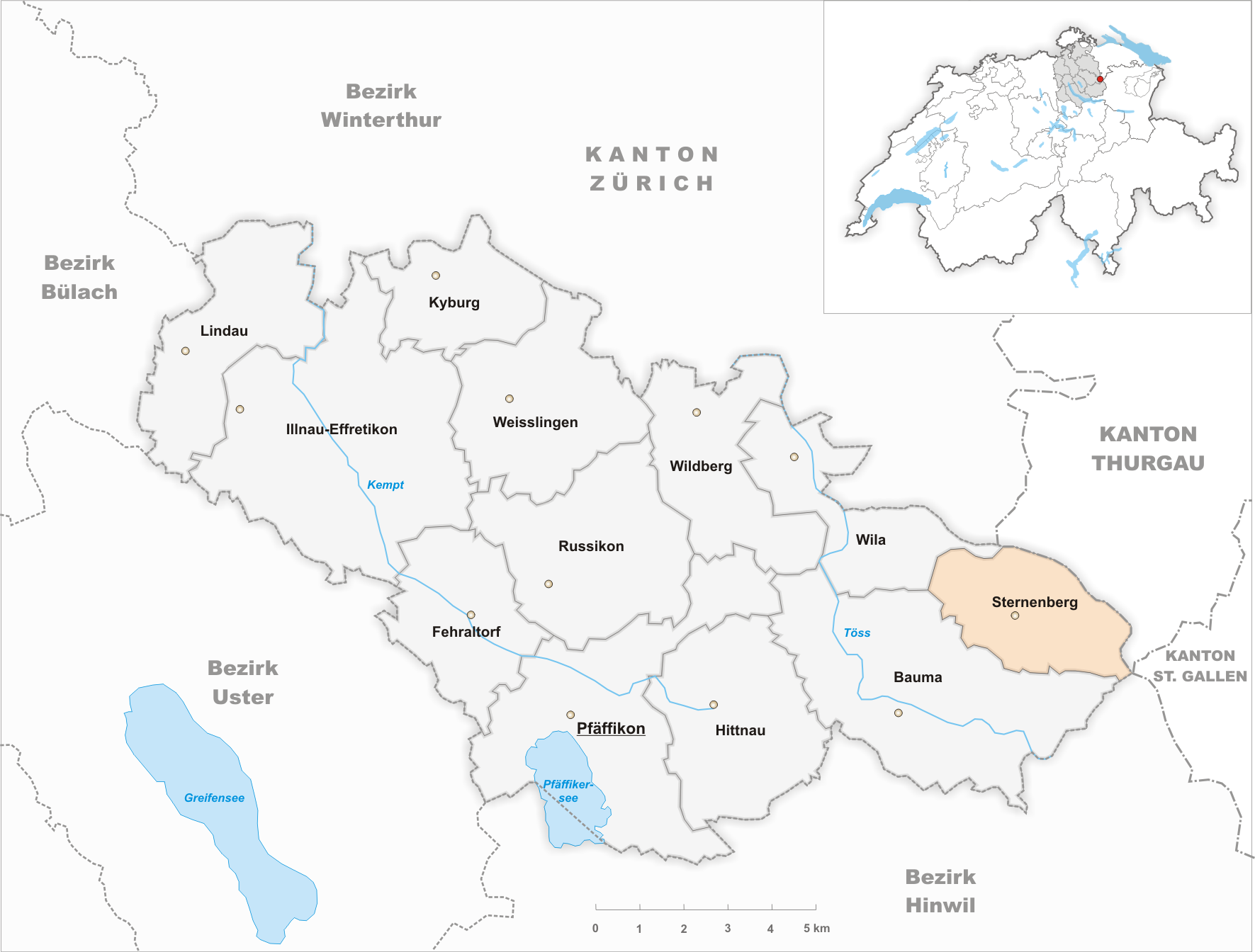
Gemeindestand vor der Fusion am 1. Januar 2015

Sternenberg ist ein zur Gemeinde Bauma gehörendes Dorf im Zürcher Oberland. Bis zum 31. Dezember 2014 bildete es eine eigene politische Gemeinde.

## Geographie
Die Ortschaft Sternenberg liegt im oberen Tösstal auf den Höhen der Hörnlikette und war die höchstgelegene Gemeinde des Kantons. Sie liegt 28 Kilometer Luftlinie östlich von Zürich.
Die reformierte Kirche liegt auf 875 m ü. M., der höchste Punkt ist das Chlihörnli auf 1073 m ü. M., ein Nebengipfel des Hörnli. Der tiefste Punkt befindet sich im Steinenbachtal auf 658 m ü. M.
Die ehemalige Gemeindefläche umfasste 875 ha, hiervon waren 425 ha Wald. Die Gemeinde bildete ein Dreikantonseck mit St. Gallen und Thurgau.

## Ortsname
Die ausgeprägte Streusiedlung hatte jahrhundertelang keinen gemeinsamen Namen. Anlässlich der Gründung einer eigenen Kirchgemeinde 1706/1707 gab der Rat von Zürich dieser den Namen «Sternenberg» – nach der benachbarten gleichnamigen Anhöhe. Der Standort der Kirche, der Weiler Oschwald, findet sich hingegen erstmals 1364 als Oswaldes hus bezeugt.

## Wappen
Die  Gemeinde Sternenberg führte ein redendes Wappen mit einem Stern und einem Berg, erstmals um 1850 in einem Siegel des Gemeinderates. Der Stern ist hier sechsstrahlig, der Berg entspricht dem heraldischen Dreiberg.
Um 1860 tingiert die Wappentafel von Krauer das Wappen als In Blau ein goldener Stern über einem grünen Dreiberg.
1930 wurde vom Gemeinderat ein Wappen angenommen, das den grünen Dreiberg durch einen silbernen Sechsberg ersetzte:
In Blau ein silberner Sechsberg mit aufgesetztem goldenem Stern.

## Bevölkerung
Der Zusammenbruch der Heimspinnerei, die fehlende Industrialisierung und die Strukturkrise der Landwirtschaft führten ab 1836 zu einer massiven Abwanderung, die sich im 20. Jahrhundert verstärkte. Lebten seinerzeit noch 1423 Menschen in Sternenberg, so weist die Statistik 2005 nur noch 351 Einwohner aus. Nicht zuletzt deshalb wurde der Zusammenschluss der Gemeinden Bauma und Sternenberg per 1. Januar 2015 beschlossen.
| Jahr | Einwohner |
| ---- | --------- |
| 1671 | 294       |
| 1771 | 805       |
| 1836 | 1423      |
| 1850 | 1324      |
| 1900 | 709       |
| 1950 | 464       |
| 2000 | 349       |
| 2005 | 351       |
| 2010 | 362       |
| 2014 | 351       |

## Politik
Die letzte Gemeindepräsidentin war von 2002 bis 2014 Sabine Sieber Hirschi (SP), die für den Bezirk Pfäffikon von 2010 bis 2017 auch im Kantonsrat Zürich sass.

## Geschichte

Luftbild von Werner Friedli (1953)

Sternenberg gehörte bis 1798 zur Grafschaft Kyburg. Während der Helvetik gehörte es zum Distrikt Fehraltorf und während der Mediationszeit zum Bezirk Uster.
Die Kirche in Sternenberg wurde in den Jahren 1705 und 1706 aus den Steinen des Schlosses Sternenberg erbaut und am 12. September 1706 in Gegenwart des Burgermeisters Escher und seiner zwei Söhne, des Landvogts von Kyburg und mehrerer Glieder der Familie Landenberg eingeweiht.

## Infrastruktur, Verkehr und Wirtschaft
Sternenberg verfügt über das Primarschulhaus Wies, das auch einen integrierten Kindergarten hat. Die reformierte Dorfkirche steht im Zentrum der ehemaligen kleinen Gemeinde. Es gibt seit 2002 keine eigene Poststelle mehr, diese wurde von der Schweizerischen Post in einen Hausservice umgewandelt.
Die Buslinie wird durch die Postauto AG betrieben: 809 Sternenberg, Gfell – Bauma, Bahnhof.
In der ehemaligen Gemeinde sind zwei Käsereien ansässig, von denen eine im Dorf selbst liegt. Es gibt drei Restaurants, davon eines mit Seminarhotel.
Seit 1971 gibt es einen Skilift in Sternenberg. Dieser war zunächst am Schatzböl installiert und wurde ein Jahr später zum heutigen Standort Rossweid verlegt. Die Betreibergesellschaft wurde 1987 in die Form  der Genossenschaft Skilift Sternenberg umgewandelt. Anfang des 21. Jahrhunderts wurde der alte Skilift vollständig abgerissen und durch eine neue Liftanlage ersetzt.
1965/1966 entstand die private Sternwarte auf dem Aussichtspunkt Schatzböl. Karl Küenzi als Planer und Erbauer, zusammen mit seiner Frau Edeltraud und seinem Halbbruder Heinz Wagner, schufen das Werk mit weiterer Hilfe von Arbeitskollegen der Baufirma Alfredo Piatti, Freunden und Bekannten.
Mit einer Motorseilwinde wurde alles Baumaterial inklusive Kuppel den steilen Hügel hochgezogen. Der Aushub erfolgte von Hand. Die Kuppel besteht aus Glasfaser-Polyester. Ein Maksutov-Teleskop mit einem Spiegeldurchmesser von 30 cm und einer Brennweite von 4,80 m ermöglicht den Blick ins Weltall. Der Standort Sternenberg hat gegenüber andern Sternwarten den Vorteil der klareren Luft und weniger Umgebungslicht.
In den ersten Jahren machten Karl Küenzi und Heinz Wagner die Führungen für Familien und Gruppen. Von 1989 bis 2010 übernahm Andreas Buchmann jun. diese Aufgabe. Er hat inzwischen ein fundiertes Wissen in Astronomie. Seit 2010 beteiligt sich auch A. Buchmann sen. am Betrieb der Sternwarte. Führungen sind oft spontan möglich.

## FilmSternenberg
Schweizweite Bekanntheit erlangte die damalige Gemeinde Sternenberg durch die gleichnamige Filmkomödie aus dem Jahre 2004. Franz Engi (gespielt von Mathias Gnädinger) kehrt in das Dorf seiner Kindheit zurück. Um die Dorfschule vor der Schliessung zu retten, wird er selbst wieder Schüler.

## Sehenswürdigkeiten
- Von Gfell aus zum Gratweg zwischen Heiletsegg und Chlihörnli aufsteigen und Blick in die Hörnligübel
- Von Gfell auf dem Feldweg über Weidli zum Reservoir Töbeli absteigen, ins Bachtobel zum Töbelibachgiessen queren und zur Töbelibachhöhle, Höhe 820 m, Koord. 713089/249243[11]

## Persönlichkeiten
- Alexander Solschenizyn (1918–2008), russischer Schriftsteller und Regimekritiker (lebte in den 70er Jahren im Dorf)[12]
- Willi Hartung (1915–1987), Schweizer Maler